# الیزابت وستمن
الیزابت وستمن (انگلیسی: Elisabeth Westman؛ زادهٔ ۱۷ مهٔ ۱۹۶۶) دوچرخه‌سوار اهل سوئد است.